# Listă de orașe din statul Maryland
Prezenta pagină este o listă de orașe încorporate din statul Maryland al Statelor Unite ale Americii, aranjate în ordine alfabetică. 
Notă - Multe zone urbane binecunoscute din Maryland sunt zone neîncorporate (în engleză, unincorporated places), care pot fi găsite pe o altă listă, Listă de comunități neîncorporate din statul Maryland. 

### A, B
- Aberdeen
- Abingdon
- Adamstown
- Annapolis, capitala statului
- Ashton
- Baltimore, oraș independent
- Bel Air
- Beltsville
- Berlin
- Berwyn Heights
- Bethesda
- Bladensburg
- Bowie
- Brandywine
- Brunswick
- Burkittsville
- Burtonsville

### C, D
- Cambridge
- Cape Saint Claire
- Catonsville
- Centreville
- Chesapeake City
- Chestertown
- Cheverly
- Chevy Chase
- Chevy Chase Village
- Clinton
- College Park
- Columbia
- Crisfield
- Crofton
- Cumberland
- Damascus
- Darnestown
- Deal Island
- Delmar
- Denton
- District Heights
- Dundalk

### E
- Easton
- Eldersburg
- Elkton
- Ellicott City
- Emmitsburg
- Essex
- Fallston
- Federalsburg
- Frederick,
- Friendship Heights
- Frostburg
- Fruitland
- Fulton

### G, H, I, J, K
- Gaithersburg
- Garrett Park
- Germantown
- Glen Burnie
- Glen Echo
- Glenmont
- Grantsville
- Greenbelt
- Hagerstown
- Hampstead
- Hancock
- Havre de Grace
- Hyattsville
- Indian Head
- Kennedyville
- Kensington

### L, M
- La Plata
- Landover Hills
- Laurel
- Leonardtown
- Lexington Park
- Linthicum
- Manchester
- Middletown
- Mitchellville
- Montgomery
- Mount Airy
- Myersville

### N, O
- Nanjemoy
- New Carrollton
- New Market
- New Windsor
- North Beach
- North Chevy Chase
- Oakland
- Ocean City
- Ocean Pines
- Olney
- Owings Mills
- Oxford
- Oxon Hill

### P, R
- Parkton
- Perry Hall
- Perryville
- Phoenix
- Pikesville
- Pocomoke City
- Point of Rocks
- Poolesville
- Potomac
- Preston
- Princess Anne
- Reisterstown
- Ridgely
- Rising Sun
- Riverdale Park
- Rock Hall
- Rockville
- Rose Haven

### S
- Salisbury
- Severna Park
- Sharptown
- Sherwood Forest
- Silver Spring
- Smithsburg
- Snow Hill
- Solomons
- Somerset
- Saint Charles
- Saint Mary’s City
- Saint Michael's
- Sykesville

### T, U
- Takoma Park
- Taneytown
- Tilghman Island
- Towson
- Trappe
- Union Bridge
- University Park
- Upper Marlboro

### W, X, Y, Z
- Waldorf
- Washington Grove
- Westminster
- Wheaton